# Hauptwerkstätte der Wiener Linien

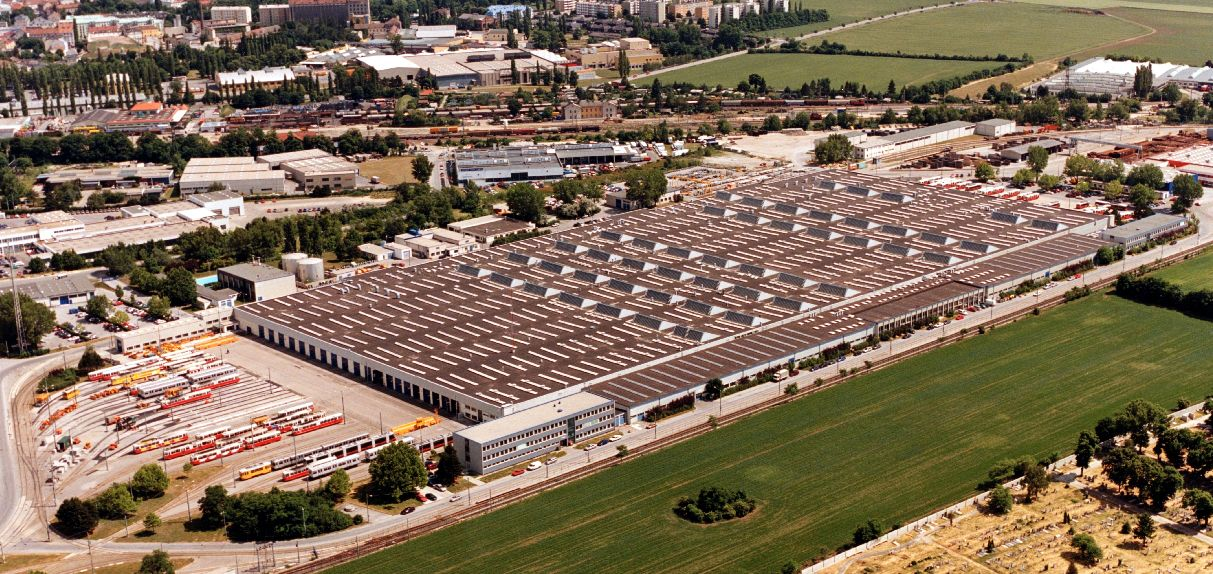
Luftbild der Hauptwerkstätte

Vorkopf der Hauptwerkstätte

Die Hauptwerkstätte der Wiener Linien, einem Verkehrsunternehmen in Wien, befindet sich nahe dem Zentralfriedhof im 11. Wiener Gemeindebezirk, Simmering. Sie wird von der Wiener Linien GmbH & Co KG (kurz WL, bis 11. Juni 1999 Wiener Stadtwerke – Verkehrsbetriebe), einem Unternehmen im Eigentum der Stadt Wien, betrieben. 

## Aufgaben
Hier werden Hauptuntersuchungen, große Reparaturen wie auch die Aufarbeitung von Tauschteilen an allen U-Bahn-Wagen, Straßenbahnwagen und Bussen der Wiener Linien sowie an den Fahrzeugen der Wiener Lokalbahnen (ebenfalls ein Unternehmen der Stadt Wien) durchgeführt. Zusätzlich werden in der Hauptwerkstätte auch Fahrzeugneubauten und Rekonstruktionen von Museumsfahrzeugen getätigt. In den Anfangsjahren war die Hauptwerkstätte außerdem auch für die Fahrzeuge der Wiener Elektrischen Stadtbahn zuständig, die bis 1989 verkehrte. 
Der Strukturwandel im öffentlichen Verkehr und die Entwicklung neuer Fahrzeuggenerationen haben die Errichtung dieser Anlage, die zu den größten Betriebsbauten Wiens zählt, notwendig gemacht. Alle erforderlichen Service- und Reparaturarbeiten konnten nun unter einem Dach durchgeführt werden. 
Kernstück der Hauptwerkstätte ist die 6,4 Hektar große Werkshalle, wo die mehr als 2.500 Fahrzeuge der Wiener Linien in regelmäßigen Abständen untersucht und gewartet werden, damit die Sicherheit der Fahrgäste gewährleistet ist. Die Fahrzeuge kommen daher zu Hauptuntersuchungen, auch „wiederkehrende Überprüfungen“ genannt, in die Hauptwerkstätte. Außerdem werden regelmäßige Überprüfungen und Wartungsarbeiten auch in den einzelnen Remisen und Garagen durchgeführt.
Für Schienenfahrzeuge sind Zwischenuntersuchungen alle zwei Jahre gesetzlich vorgeschrieben, verbunden mit ausführlichen Probefahrten, Bremsproben und anderen Funktionsprüfungen sowie elektrischen Messungen. Busse werden in Drei-Monate-Intervallen einer Zwischenuntersuchung unterzogen.

## Geschichte und Gegenwart
Die damals Zentralwerkstätte (ZW) genannte Hauptwerkstätte wurde nach einem Beschluss von 1965 in der für die Städtischen Unternehmungen zuständigen Geschäftsgruppe des Magistrats unter der politischen Verantwortung von Maria Schaumayer geplant, von 1969 an unter Tramwaystadtrat Franz Nekula errichtet und von Bürgermeister Leopold Gratz am 29. Mai 1974 eröffnet. Sie befindet sich an der Adresse 11., Simmeringer Hauptstraße 252 bzw. Awarenstraße 2; das Areal ist 26,4 Hektar groß.
Die nächstgelegenen Haltestellen öffentlicher Verkehrsmittel sind heute die Haltestelle Hauptwerkstätte der von Kaiserebersdorf nach Schwechat in Niederösterreich verkehrenden Autobuslinie 71A der Wiener Linien und einiger Regionalbuslinien, die Haltestelle Zentralfriedhof, 4. Tor der Straßenbahnlinie 11, Straßenbahnlinie 71 sowie die S-Bahn-Station Wien Kaiserebersdorf an der Donauländebahn, wo S-Bahn- und Regionalzüge zum Flughafen Wien und nach Wolfsthal (Pressburger Bahn, S7) halten. Südwestlich dieser Station besteht ein Anschlussgleis der Wiener Linien von der Südseite der Hauptwerkstätte zum Vollbahn-Schienennetz der ÖBB.
2009 bis 2014 wurde die Hauptwerkstätte bei laufendem Betrieb komplett modernisiert.